# Clogher (ort i Storbritannien)
Clogher är en ort i Storbritannien.   Den ligger i riksdelen Nordirland, i den västra delen av landet, 600 km nordväst om huvudstaden London. Clogher ligger 94 meter över havet och antalet invånare är 308.
Terrängen runt Clogher är platt åt nordväst, men åt sydost är den kuperad. Runt Clogher är det glesbefolkat, med 19 invånare per kvadratkilometer. Närmaste större samhälle är Dromore, 19,9 km nordväst om Clogher. Trakten runt Clogher består i huvudsak av gräsmarker.